# Русенска област
Русенска област (буг. Област Русе) се налази у северном делу Бугарске. Ова област заузима површину од 2,803 km² и има 267.621 становника. Административни центар Русенске области је град Русе.

## Списак насељених места у Русенској области
Градови су подебљани

### Општина Борово
Батин,
Борово,
Брестовица,
Волово,
Горно Абланово,
Екзарх Јосиф,
Обретеник

### Општина Бјала
Бистренци,
Лом Черковна,
Босилковци,
Ботров,
Бјала,
Дрјановец,
Копривец,
Пејчиново,
Пет кладенци,
Полско Косово,
Стрмен

### Општина Ветово
Базан,
Ветово,
Глоџево,
Кривња,
Писанец,
Сеново,
Смирненски

### Општина Две Могили
Баниска,
Батишница,
Базовец,
Две Могили,
Могилино,
Каран Врбовка,
Кацелово,
Острица,
Пепелина,
Помен,
Чилнов,
Широково

### Општина Иваново
Божичен,
Иваново,
Кошов,
Красен,
Мечка,
Нисово,
Пиргово,
Сваленик,
Табачка,
Трстеник,
Церовец,
Червен,
Штрклево

### Општина Русе
Басарбово,
Долно Абланово,
Мартен,
Николово,
Ново село,
Просена,
Русе,
Сандрово,
Семерџиево,
Тетово,
Хотанца,
Червена вода,
Јастребово

### Општина Сливо Поље
Бабово,
Борисово,
Бршлен,
Гољамо Враново,
Кошарна,
Мало Враново,
Рјахово,
Сливо Поље,
Стамболово,
Черешово,
Јуделник

### Општина Ценово
Белцов,
Бељаново,
Џуљуница,
Долна Студена,
Караманово,
Кривина,
Новград,
Пиперково,
Ценово